# Drohiczyn (gemeente)
De gemeente Drohiczyn is een stad- en landgemeente in het Poolse woiwodschap Podlachië, in powiat Siemiatycki.
De zetel van de gemeente is in Drohiczyn.
Op 30 juni 2004 telde de gemeente 6882 inwoners.

## Oppervlakte gegevens
In 2002 bedroeg de totale oppervlakte van gemeente Drohiczyn 207,96 km², waarvan:
- agrarisch gebied: 81%
- bossen: 10%

De gemeente beslaat 14,25% van de totale oppervlakte van de powiat.

## Demografie
Stand op 30 juni 2004:
| Omschrijving                   | Totaal | Totaal | Vrouwen | Vrouwen | Mannen | Mannen |
| ------------------------------ | ------ | ------ | ------- | ------- | ------ | ------ |
| eenheid                        | aantal | %      | aantal  | %       | aantal | %      |
| inwoners                       | 6882   | 100    | 3419    | 49,7    | 3463   | 50,3   |
| bevolkingsdichtheid (inw./km²) | 33,1   | 33,1   | 16,4    | 16,4    | 16,7   | 16,7   |

In 2002 bedroeg het gemiddelde inkomen per inwoner 1285,37 zł.

## Plaatsen
Arbasy Duże, Arbasy Małe, Bryki, Bujaki, Bużyski, Chechłowo, Chrołowice, Chutkowice, Klepacze, Kłyzówka, Koczery, Lisowo, Lisowo-Janówek, Łopusze, Milewo, Miłkowice-Janki, Miłkowice-Maćki, Miłkowice-Paszki, Miłkowice-Stawki, Minczewo, Narojki, Obniże, Ostrożany, Przesieka, Putkowice Nagórne, Rotki, Runice, Sady, Siekierki, Sieniewice, Skierwiny, Smarklice, Smorczewo, Sytki, Śledzianów, Tonkiele, Wierzchuca Nadbużna, Wierzchuca Nagórna, Wólka Zamkowa, Zajęczniki.

## Aangrenzende gemeenten
Grodzisk, Jabłonna Lacka, Korczew, Perlejewo, Platerów, Repki, Siemiatycze